# Chiesa di San Paterniano
La chiesa di San Paterniano è un edificio sacro che si trova in località Le Tolfe nel comune di Siena, arcidiocesi di Siena-Colle di Val d'Elsa-Montalcino.

## Storia e descrizione
La chiesa, romanica, è dedicata a San Paterniano, vescovo di Bologna.
L'edificio sorge sull'altura che domina la vallata di San Miniato e conserva l'antica abside in pietra di tufo e travertino, mentre nulla rimane degli arredi originari.